# St. Pete Beach
St. Pete Beach ist eine Stadt im Pinellas County im US-Bundesstaat Florida. Das U.S. Census Bureau hat bei der Volkszählung 2020 eine Einwohnerzahl von 8.879 ermittelt.

## Geographie
St. Pete Beach befindet sich auf einer Barriereinsel vor der Golfküste Floridas und grenzt direkt an die Städte Saint Petersburg und South Pasadena. Die Stadt liegt rund 20 km südlich von Clearwater sowie etwa 35 km südwestlich von Tampa.

## Demographische Daten
Laut der Volkszählung 2010 verteilten sich die damaligen 9346 Einwohner auf 5294 Haushalte. Die Bevölkerungsdichte lag bei 1611,4 Einw./km². 96,0 % der Bevölkerung bezeichneten sich als Weiße, 0,7 % als Afroamerikaner, 0,3 % als Indianer und 1,1 % als Asian Americans. 0,9 % gaben die Angehörigkeit zu einer anderen Ethnie und 1,0 % zu mehreren Ethnien an. 4,4 % der Bevölkerung bestand aus Hispanics oder Latinos.
Im Jahr 2010 lebten in 10,8 % aller Haushalte Kinder unter 18 Jahren sowie 42,1 % aller Haushalte Personen mit mindestens 65 Jahren. 50,3 % der Haushalte waren Familienhaushalte (bestehend aus verheirateten Paaren mit oder ohne Nachkommen bzw. einem Elternteil mit Nachkomme). Die durchschnittliche Größe eines Haushalts lag bei 1,76 Personen und die durchschnittliche Familiengröße bei 2,41 Personen.
10,6 % der Bevölkerung waren jünger als 20 Jahre, 13,7 % waren 20 bis 39 Jahre alt, 32,8 % waren 40 bis 59 Jahre alt und 43,0 % waren mindestens 60 Jahre alt. Das mittlere Alter betrug 56 Jahre. 49,6 % der Bevölkerung waren männlich und 50,4 % weiblich.
Das durchschnittliche Jahreseinkommen lag bei 61.875 $, dabei lebten 9,5 % der Bevölkerung unter der Armutsgrenze.
Im Jahr 2000 war englisch die Muttersprache von 88,31 % der Bevölkerung, litauisch sprachen 3,15 % und 8,54 % hatten eine andere Muttersprache.

## Sehenswürdigkeiten
Das Don Ce Sar Hotel und der Pass-a-Grille Historic District sind im National Register of Historic Places gelistet.

## Verkehr
St. Pete Beach wird von den Florida State Roads 682, 693 und 699 durchquert. Der nächste Flughafen ist der St. Petersburg-Clearwater International Airport (rund 25 km nördlich).

## Kriminalität
Die Kriminalitätsrate lag im Jahr 2010 mit 364 Punkten (US-Durchschnitt: 266 Punkte) im durchschnittlichen Bereich. Es gab sechs Vergewaltigungen, fünf Raubüberfälle, 24 Körperverletzungen, 152 Einbrüche, 364 Diebstähle, 16 Autodiebstähle und drei Brandstiftungen.